# پارک ساروئه
پارک ساروئه یا پارک سارونه-اونشی (به ژاپنی: 猿江恩賜公園) یکی از پارک‌های  توکیو پایتخت ژاپن است.

## رسیدن به پارک
- متروی توئی، خط شینجوکو، ایستگاه سومییوشی S 13 住吉駅. از ایستگاه تا پارک ۲ دقیقه پیاده فاصله است.